# Національний чемпіонат 3
Національний чемпіонат 3 (фр. National 3), в минулому Ама́торський чемпіона́т Фра́нції 2 (фр. Championnat de France amateur 2) — п'ятий за рівнем футбольний дивізіон в системі футбольних ліг Франції. Має аматорський статус, оскільки в турнірі беруть участь аматорські клуби, а також резервні команди професіональних клубів. Команди поділені на 12 груп, у кожній з яких існує свій календар ігор. Чемпіонат триває з серпня по травень з двотижневою перервою в грудні та січні на Різдвяні канікули. За результатами сезону переможці своїх груп отримують право підвищення в Національний чемпіонат 2; гірші команди з кожної групи опускаються в регіональні ліги.

## Історія
Є спадкоємцем Дивізіону 4, який проходив з 1978 по 1993 рік і був створений перед сезоном 1993/94 під назвою «Національний чемпіонат 3» (National 3), який складався із восьми груп. 1997 року турнір отримав назву Аматорський чемпіонат Франції 2 (фр. Championnat de France amateur 2).
Після територіальних реформ у Франції 2015 року, починаючи з сезону 2017/18, турнір отримав назву Національний чемпіонат 3 (фр. National 3). Кількість груп була збільшена до 12 по 14 клубів, які стали відповідати 13 новоствореним адміністративним регіонам Франції, за винятком регіонів Прованс — Альпи — Лазурний Берег та Корсика, які були об'єднані в одну групу. В результаті фактично Національний чемпіонат 3 став вищою регіональною лігою, оскільки у кожній групі грали клуби одного регіону, втім продовжив організовуватись загальнонаціональною ФФФ.

## Формат проведення
Щороку в турнірі беруть участь 168 команд. Клуби діляться на 12 груп по 14 команд. У турнірі можуть беруть участь самостійні аматорські клуби і резервні склади професіональних, аматорських і напівпрофесіональних команд вищих дивізіонів. Сезон триває з серпня по травень і проходить в два кола. Кожен клуб за сезон проводить 26 ігор.
Чемпіон серед восьми переможців груп визначається максимальною кількістю очок, набраних в матчі з п'ятьма наступними командами групи (2-6). Переможці кожної з груп, а також чотири найкращі другі колективи, з максимальними кількістю очок, набраних в протистояннях з п'ятьма наступними командами групи (3-7), отримують право перейти в Національний чемпіонат 2. Команди, що зайняли 3 останніх місця в кожній групі переводяться в місцеві регіональні ліги.